# Selección de fútbol de Hungría
La selección de fútbol de Hungría es el equipo formado por jugadores de nacionalidad húngara que representa desde 1902 a la Federación Húngara de Fútbol (Magyar Labdarúgó Szövetség) en las competiciones oficiales organizadas por la Unión Europea de Asociaciones de Fútbol y la Federación Internacional de Asociaciones de Fútbol. Hungría se afilió a la FIFA en su segundo Congreso, con fecha del 10 de junio de 1905 y desde entonces ha vivido distintas etapas de luces y sombras, encontrándose actualmente en un tercer plano dentro del panorama futbolístico.
Durante muchos años estuvo considerada como una de las mejores selecciones del mundo. A lo largo del periodo entre los años treinta y años cincuenta tuvo destacadas actuaciones que le valieron para ganarse el sobrenombre del «Equipo de oro», principalmente debido a sus tres medallas de oro olímpicas, una de plata y una de bronce —en la época en la que el fútbol sudamericano y europeo (a excepción de los países del Este) sufrieron la amateurización del fútbol en los Juegos Olímpicos por normativa de la FIFA y el COI—, y a sus destacadas actuaciones en la Copa Mundial, donde cosechó dos subcampeonatos que la situaban como la selección masculina de fútbol más laureada del Mundo. Aún hoy día ninguna otra selección ha conseguido igualar su palmarés en los Juegos.
Especialmente resaltable era su contundencia en los primeros compases de los partidos, donde en múltiples ocasiones conseguía encarrilar el partido tras apenas unos minutos sobre el terreno de juego gracias a la eficacia goleadora de la que hacían gala algunos de sus mejores futbolistas como Ladislao Kubala, Ferenc Puskás, Sándor Kocsis, József Bozsik, Zoltán Czibor o Ferenc Szusza.
La primera gran actuación mundialista fue en el Mundial de 1938 de Francia, tras caer ante Italia en la final por 4-2, y la segunda en el Mundial de 1954 de Suiza, donde perdió en la final con Alemania Federal por 3-2. Esta última sería recordada como el «Milagro de Berna» debido a la supremacía húngara en la época, donde además contaba con la mejor racha de partidos sin perder de la historia, y porque unos días antes habían derrotado a la misma selección alemana en la fase de grupos del torneo por un contundente 8-3. Cuando todo parecía destinado a que los magiares levantasen su primer trofeo de la Copa Mundial, se produjo la remontada alemana ante la sorpresa entre los asistentes.
En el ámbito continental solo ha llegado a participar en cuatro ediciones de la Eurocopa de las 16 que se llevan disputadas hasta la actualidad y fueron en las ediciones de España 1964 y Bélgica 1972, donde respectivamente alcanzaron el tercer y cuarto puesto, ya que en la edición de Francia 2016 quedó eliminada en octavos de final y en la de Europa 2020 quedó eliminada en fase de grupos.

## Historia

### Inicios (1902-1930)
A principios del siglo XX, el Reino de Hungría continuaba perteneciendo al Imperio austrohúngaro junto con el Imperio austríaco, debido a los fallidos intentos de independencia. Sin embargo, según el Compromiso austrohúngaro se reconocía a Hungría como una entidad autónoma dentro del citado Imperio. Por tal motivo, surgirían dos combinados nacionales, el de la selección húngara, y el de la selección austríaca.
El primer partido oficial en la historia de la selección húngara tuvo lugar el 12 de octubre de 1902 frente, como a no podía ser de otra manera, al combinado de Austria. En dicho partido, uno de los primeros jugados por equipos internacionales que no fueran de las islas británicas, los húngaros caerían por 5-0 en Viena.
Quizá por el motivo de pertenecer a un Imperio conjunto, pese a las diferencias futbolísticas, sus primeros partidos continuaron siendo durante sus primeros años frente a la ya mencionada selección austríaca y la selección bohemiana, perteneciente también a los dominios del Imperio austrohúngaro. No sería hasta 1908 cuando se enfrentase a otras selecciones con motivo del auge futbolístico a escala mundial, donde tras diversas pruebas, finalmente se reconoce al fútbol como una disciplina oficial en los Juegos Olímpicos. Pese a no participar por motivos económicos ya que era un país aún formándose, disputó numerosos amistosos para seguir con su formación, y su primer gran rival sería la selección inglesa, vigente campeona olímpica, que se desplazó hasta Budapest. Con mayor tradición y un fútbol mucho más avanzado, derrotarían a los húngaros por un duro 0-7.
Pese a ello, continuó con su expansión futbolística, y consiguió presentar un equipo para su primer evento futbolístico a escala Mundial: los quintos Juegos Olímpicos y segundos con participación futbolística a nivel de selecciones.

#### Primeras experiencias olímpicas
Llegaba el año 1912, y con él la competición de fútbol de los Juegos Olímpicos de 1912 de Estocolmo. Pese a caer en su primer partido de la competición en cuartos de final, donde le tocaría en aciaga suerte a la selección inglesa, por un abultado 7-0, lograría una destacada actuación al ganar el torneo de consolación venciendo a sus vecinas y ya conocidas Alemania y Austria.
Tras la prohibición a participar en los Juegos Olímpicos de 1920 de Amberes (denominados los "Juegos de la Paz") impuesta a distintos países por los actos cometidos durante la Primera Guerra Mundial, y entre los que se encontraba Hungría, regresó a la alta competición en los Juegos de 1924 de París. Con un gran número de partidos amistosos a sus espaldas, entre los que destacaron sus dos primeros enfrentamientos contra la novata selección rusa, y en los que conseguirían dos de sus mayores goleadas en su historia: un 9-0, y un 12-0, que continuaría vigente hasta la actualidad como mejor actuación húngara. Los magiares accederían a la fase final olímpica tras vencer a la selección polaca por 5-0, quedó eliminado a manos de la selección egipcia en los octavos de final.
Un quinto y un décimo lugar en dos presencias era un pobre pero alentador mérito debido a las dificultades existentes en el país para un desarrollo favorable en el ámbito futbolístico de primer nivel. Además, debería luchar frente a la profesionalización de un deporte que comenzaba a expandirse entre los países punteros de Europa y Sudamérica.
Este sería el principal motivo por el que muchos países de la Europa del Este se vieron en una creciente y notable desventaja para afrontar la disputa de una nueva medalla olímpica en los Juegos Olímpicos de 1928 de Ámsterdam, por lo que decidieron no acudir. Hungría se encontraba entre ellas, y sería esa edición la última que decidiese quién era el mejor combinado futbolístico del Mundo, debido al inminente surgir de la que sería la máxima y más prestigiosa competición de fútbol: la Copa Mundial de Fútbol.

### Auge «amateur» del Este (1930-1950)
Coincidiendo con la primera edición de la Copa del Mundo, se sucedería el declive recíproco del fútbol en los Juegos Olímpicos al ganar la nueva competición una mayor importancia (incluso llegaría a suspenderse en la edición de los Juegos Olímpicos de 1932 de Los Ángeles). Con tal motivo empezaron a sucederse decisiones para mantener el atractivo y la inclusión del fútbol en los Juegos Olímpicos.
Una de las medidas adoptadas por la FIFA y el Comité Olímpico Internacional fue una normativa por la cual los equipos no podrían presentar futbolistas profesionales al evento, por lo que deberían ser sustituidas las selecciones absolutas por unas "amateur", con jugadores no profesionales, o que no hubiesen disputado nunca una Copa Mundial. Tal circunstancia se debía principalmente al gran potencial existente en Sudamérica y en Europa occidental, que era muy superior al resto de equipos, por lo que favoreció a los países de la Europa del Este, que al no poseer aún una profesionalización en el fútbol, siguió participando como había hecho siempre con sus selecciones absolutas que ya contaban con la condición del amateurismo. Así empezó una supremacía, mucho más notable y reseñable en los Juegos Olímpicos, de dichos países.
Las selecciones balcánicas y el antiguo régimen soviético dominarían el fútbol europeo ocupando los primeros puestos de toda competición futbolística del Viejo Continente. Sin embargo, antes de producirse tales acontecimientos, aún deberían superar la tiranía a la que se verían sometidos en Europa, sobre todo esos países por las diferencias políticas, bajo el Tercer Reich de la Alemania nazi de Adolf Hitler que arrasaría el continente, dejando especialmente maltrechos a los países del Este bajo el régimen comunista.
Durante el año 1930, se celebró en Uruguay la primera Copa del Mundo. La Magyar Labdarúgó Szövetség fundada a principios de 1900 y pese a haber presentado su candidatura junto a Italia, España, Países Bajos y Suecia, viendo que la designación podría caer del lado del país sudamericano, retiró esta junto al resto de selecciones europeas para apoyar conjuntamente a Italia. Tras su descarte, y la designación de Uruguay, considerado el combinado más potente por salir campeón de las anteriores dos citas olímpicas de fútbol en París 1924 y Ámsterdam 1928, la Federación alegó el largo viaje y coste necesario en barco hasta llegar al país sudamericano, por lo que rechazó tomar parte en la misma, a pesar de que Uruguay decidió hacerse cargo de todos los gastos y compensar a las selecciones participantes en un intento por prestigiar el torneo.
Tanto Hungría como la gran mayoría de los equipos nacionales europeos no aceptaron la invitación para jugar el Mundial debido al enfado por considerar inapropiado que el primer gran torneo se disputase fuera de Europa, y más en concreto, Inglaterra, al ser la cuna donde nació este deporte, pese a que el Viejo Continente se encontraba aún maltrecho por la Primera Guerra Mundial, y se avocaba por alentar la paz desde Uruguay.
Nacería así bajo la tutela del entonces presidente de la FIFA, Jules Rimet, la Copa Mundial y su trofeo de la "Diosa de la Victoria".
Hungría, como muchas otras selecciones del Este, empezaba a asentar unas bases que conseguirían asentar dos décadas después para formar uno de los equipos más potentes jamás vistos en la historia futbolística. Antes, se sucederían bonitos duelos donde las tradicionales selecciones de la Europa occidental verían como se les disputaba su supremacía.
Las sólidas bases sobre las que se trabajaba en el reino húngaro, formado tras el fin de la Primera Guerra Mundial y una revolución comunista, empezarían a cosechar sus primeros buenos resultados.
En la fase de clasificación para el Mundial de 1934 de Italia, Hungría compareció en el Grupo 4 junto a la selección austríaca, de la que ya se había independizado, y la selección búlgara. «Los magiares» ganaron ambos partidos por 4-1 y se clasificaron por primera vez a la máxima cita mundialista.
En octavos de final superó a la selección egipcia vengando así su eliminación en los Juegos Olímpicos de París 1924, pero el sueño mundialista lo frenó la selección austriaca, que venció a Hungría por 2-1 en cuartos de final, para finalizar en un sexto puesto.

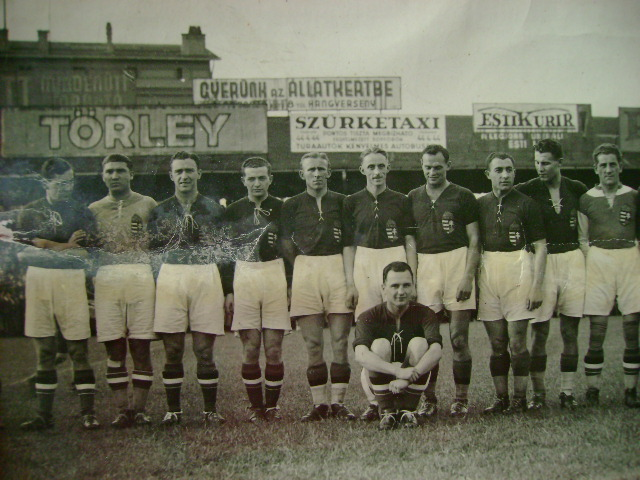
La selección húngara conseguiría su primer gran éxito en el Mundial de 1938 de Francia donde alcanzaría el subcampeonato.

Llegaba una nueva cita olímpica en Berlín. El país alemán se encontraba dominado por el dictador Adolf Hitler que ya mostraba signos de discrepancias notables con los países del régimen comunista. La participación húngara, de nuevo bajo la sombra de circunstancias externas, fue decepcionante. El equipo perdió en la primera ronda, cuartos de final, por un 3-0 ante la selección polaca, que finalmente se adjudicaría el cuarto puesto del campeonato, demostrando la buena salud de la que gozaba el fútbol del Este de Europa.
En la tercera edición mundialista de Francia 1938, llegaría el primer gran éxito.
Después de superar a una débil selección griega en las eliminatorias de clasificación por un 11-1, en la que sería la peor derrota jamás sufrida por «Los Helenos», continuarían con un exquisito fútbol que les serviría para ir eliminando con asombrosa facilidad a todas las selecciones que se les iban cruzando, hasta llegar a la esperada final, convirtiendo 13 goles en tres partidos y recibiendo solamente uno.
La selección de las Indias Orientales Neerlandesas, la selección suiza y selección sueca fueron las víctimas del equipo que parecía encaminarse a su primer trofeo mundial.
Sin embargo, en el decisivo partido, la vigente campeona mundial, la selección italiana, se impuso por 4-2, haciendo inútiles los goles húngaros y las actuaciones de György Sárosi, el gran goleador que sería la semilla que traería la mejor generación de la historia del país.
Italia levantaba por segunda vez la Copa Mundial, convirtiéndose en la indiscutible mejor selección del momento.
Hungría había encontrado la fórmula, y pronto se unirían al grupo de las grandes selecciones. Sin embargo, se avecinaba la Segunda Guerra Mundial que dejaría muy mermadas a muchas de las selecciones y clubes futbolísticas. Hungría, no sin dificultades, conseguiría salir adelante de tales circunstancias, y sacaría provecho junto al resto de combinados orientales de una nueva normativa de la FIFA referente al profesionalismo en los Juegos Olímpicos. Las selecciones del Este, siempre habían competido bajo el amateurismo por lo que apenas notarían un descenso en su rendimiento.

### Época dorada (1950-1973)
Tras la Segunda Guerra Mundial que asoló Europa, el fútbol se tambaleó. En muchas ocasiones encuentros clandestinos o impulsados, pese a la situación, por el fervor que levantaba el nuevo deporte, hicieron posible que siguiese creciendo pese a las difíciles circunstancias que lo hacían zozobrar.
Durante el periodo de la posguerra, la Europa del Este se encontraba devastada por los bélicos actos de la Alemania nazi que saldría finalmente derrotada. Con una presunta paz en el continente, se retomarían las disputas oficiales de las distintas competiciones deportivas. La Copa Mundial, como otras disciplinas, vivió un parón en el que incluso se llegó a temer por su continuidad. 1949 sería la fecha elegida por la FIFA para retomar la gran competición, pero se decidiría posponerla a un año más tarde para favorecer un mayor número de participantes del bloque europeo, tan maltrecho por los acontecimientos vividos.

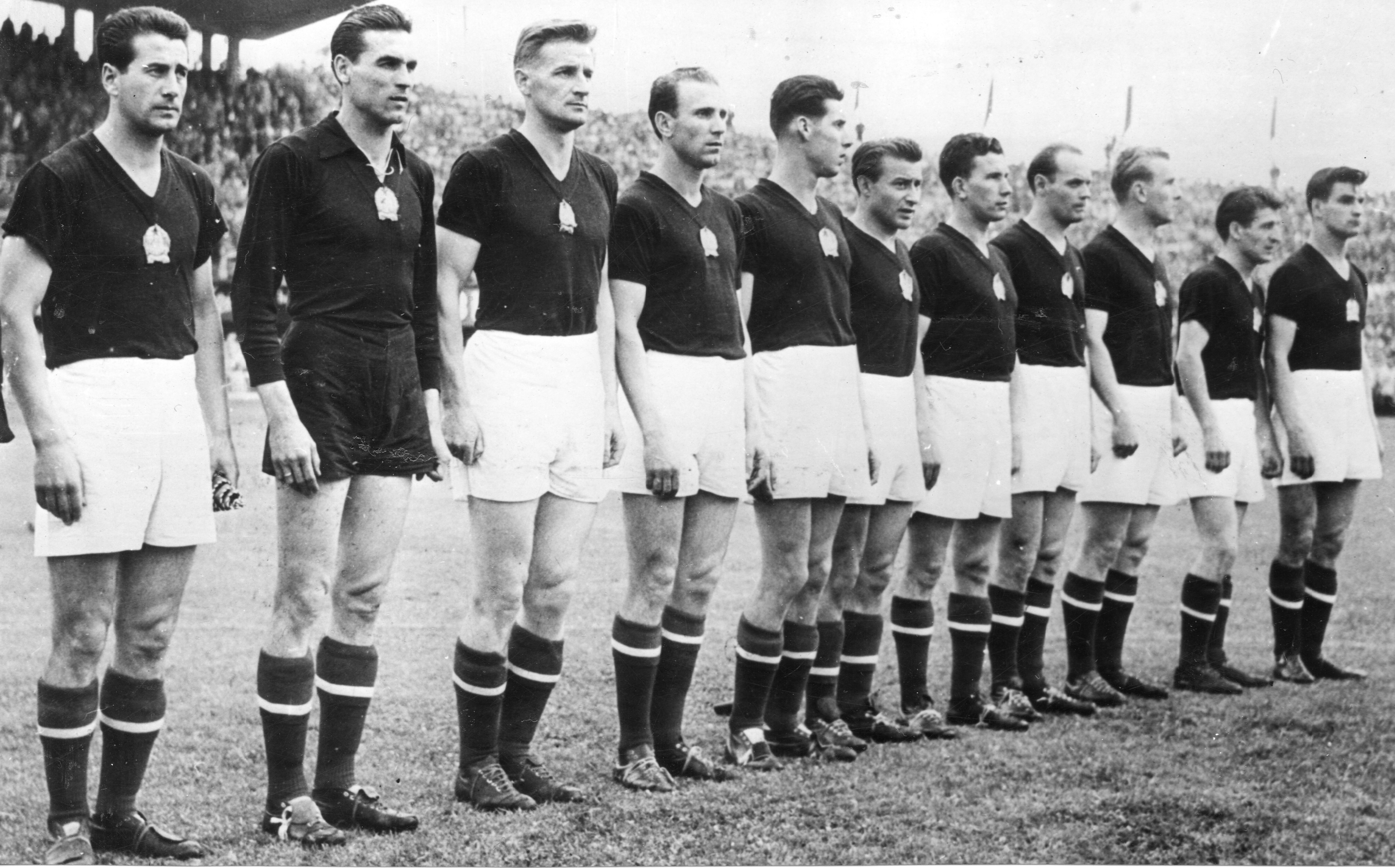
Equipo que jugó las semifinales ante (4-2 a favor de Hungría) durante la Copa Mundial de Fútbol de 1954. De izquierda a derecha: Bozsik, Grosics, Lóránt, Hidegkuti, Palotás, Budai II., Zakariás, Buzánszky, Lantos, Czibor, Kocsis.

A principios de la nueva década el fútbol vivió una de sus mayores revoluciones. Entre 1948 y 1956, la selección húngara jugó 52 partidos internacionales, de los que solo perdió uno, precisamente el que le consagraría como el mejor equipo del mundo y, posiblemente, de la historia del fútbol europeo, una nueva final del Mundial. Para muchos aficionados y especialistas, lo es de todas maneras. Fue una revolución futbolística que terminaría en 1956 con otra revolución, ésta de carácter político, pero que, durante algunos años, mostró a una maravillosa generación de jugadores que elevó el juego a un nivel desconocido hasta entonces.
Todos los que los vieron sobre el campo coinciden en una cosa: su excelso juego. Su fútbol era un adelanto a la época, y es en ocasiones comparado por los entendidos con el fútbol de la actualidad. Los apoyos eran cortos, los intercambios de posición, casi constantes, la circulación del balón era a una velocidad que tardó décadas en igualarse. Por muchos y más motivos, su fútbol es considerado como el precursor del fútbol total.
Este fútbol con el que asombró a Europa le valió el apodo de «Equipo de oro», o «Magiares mágicos». La escuadra estuvo dirigida por Gusztáv Sebes, y encontró en jugadores como Ferenc Puskás, Zoltán Czibor, Sándor Kocsis y József Bozsik una excelencia inigualable. El equipo se mantuvo invicto durante 32 partidos consecutivos entre 1950 y 1954, y conseguiría cinco medallas olímpicas, tres de ellas doradas, en seis ediciones (cinco consecutivas) de los Juegos Olímpicos.
El desmantelamiento de la estructura del seleccionado ocurrió debido a la Revolución Húngara de 1956. Ese año, el Budapest Honvéd FC, donde la mayoría de los integrantes del equipo de oro jugaban, viajó a Bilbao para la vuelta de los octavos de final de la Copa de Campeones de Europa 1956-57 y durante su estancia estalló la revolución en Budapest que terminó con la invasión soviética de Hungría. Después de lo sucedido, muchos de los jugadores decidieron permanecer en España, abandonando así la selección.
Sin embargo, el seleccionado se mantuvo vigente en las competiciones mundiales hasta finales de la década de 1960.

#### La fatídica final de 1954
Inmerso en la impresionante racha de resultados, llegaría el momento clave para ya sin ninguna duda, poder proclamar su supremacía en el fútbol mundial. El Campeonato del Mundo de 1954 de Suiza depararía un amargo e inesperado resultado en la historia del fútbol húngaro.
Tras asombrar al mundo con un aplastante fútbol con el que no dejaba selección viva, pondría el broche de plata a su trayectoria tras vencer a la selección inglesa en Wembley por 3-6, el 25 de noviembre de 1953, en la que sería la primera derrota de la historia inglesa en casa frente a un equipo del continente.
Hungría se enfrentó y venció a Corea del Sur y Alemania Federal, con un abrumador balance de 17 goles a favor y 3 en contra. El partido contra los alemanes se cerró con un 8-3 y una exhibición de juego, pero acabó con la lesión de Ferenc Puskás, que había llegado a Suiza en su mejor momento y era considerado como uno de los mejores jugadores del mundo. No reaparecería hasta la final.

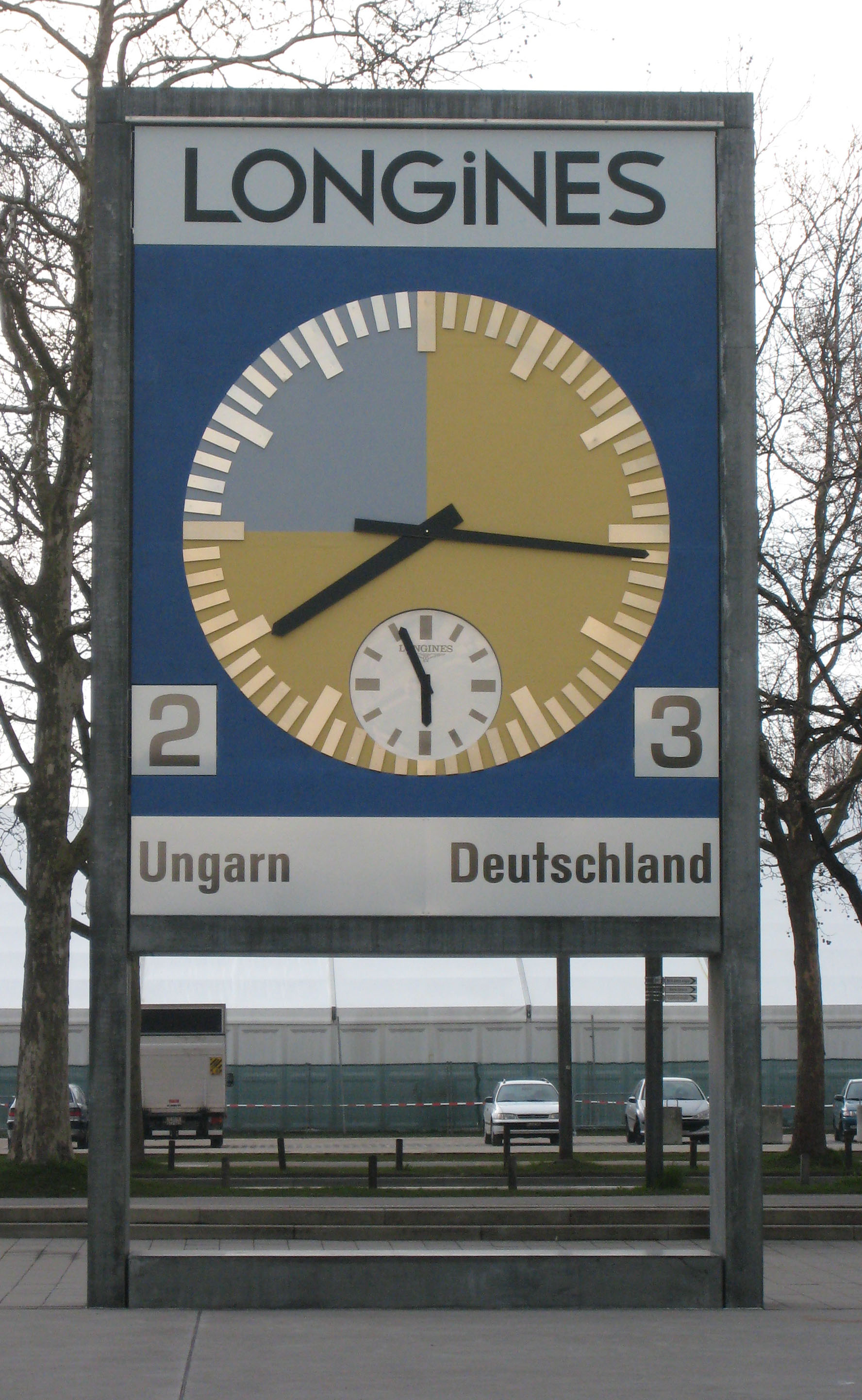
Wankdorfstadion, sede de la final de la Copa del Mundo de Suiza 1954.

El partido de cuartos de final les enfrentó a Brasil, vigente subcampeona mundial, en uno de los choques más duros de la historia, que pronto pasaría a conocerse como la «Batalla de Berna». Brasil no tenía la calidad de otras ocasiones y decidió apostar por el juego duro para intentar equilibrar la contienda. El árbitro inglés Arthur Ellis, permitió toda clase de patadas en lo que parecía una batalla campal.
Hungría se adelantó con dos goles y todo apuntaba a una nueva goleada. Sin embargo, Djalma Santos acortó distancias y el partido empezó a calentarse. Mihály Lantos marcó para Hungría y Julinho no tardó en anotar el 3-2. A partir de ahí, las crónicas no se ponen de acuerdo sobre lo que realmente sucedió. Al parecer, Nilton Santos, realizó una terrible entrada sobre József Bozsik, que respondió con un directo a la cara del brasileño. Tras un breve combate entre dos de los mejores futbolistas de la historia, ambos fueron expulsados. Cuentan también que, unos minutos después, Djalma Santos se desentendió durante unos segundos del juego para perseguir a Zoltán Czibor por el campo.
Poco antes de que terminase el partido, Hungría marcó el 4-2 definitivo y Humberto Tozzi se convirtió en el tercer expulsado. Ellis pitó el final y, de forma inmediata, los jugadores de uno y otro equipo se liaron a puñetazos. Casi nadie se sorprendió después de haber asistido a 90 minutos de provocaciones y patadas, pero la cosa se complicó aún más cuando alguien rompió una botella en la cabeza un brasileño. No está claro si fue un espectador o Puskás, que continuaba lesionado y había presenciado el partido sentado en el banquillo. La batalla continuaría en los vestuarios.,

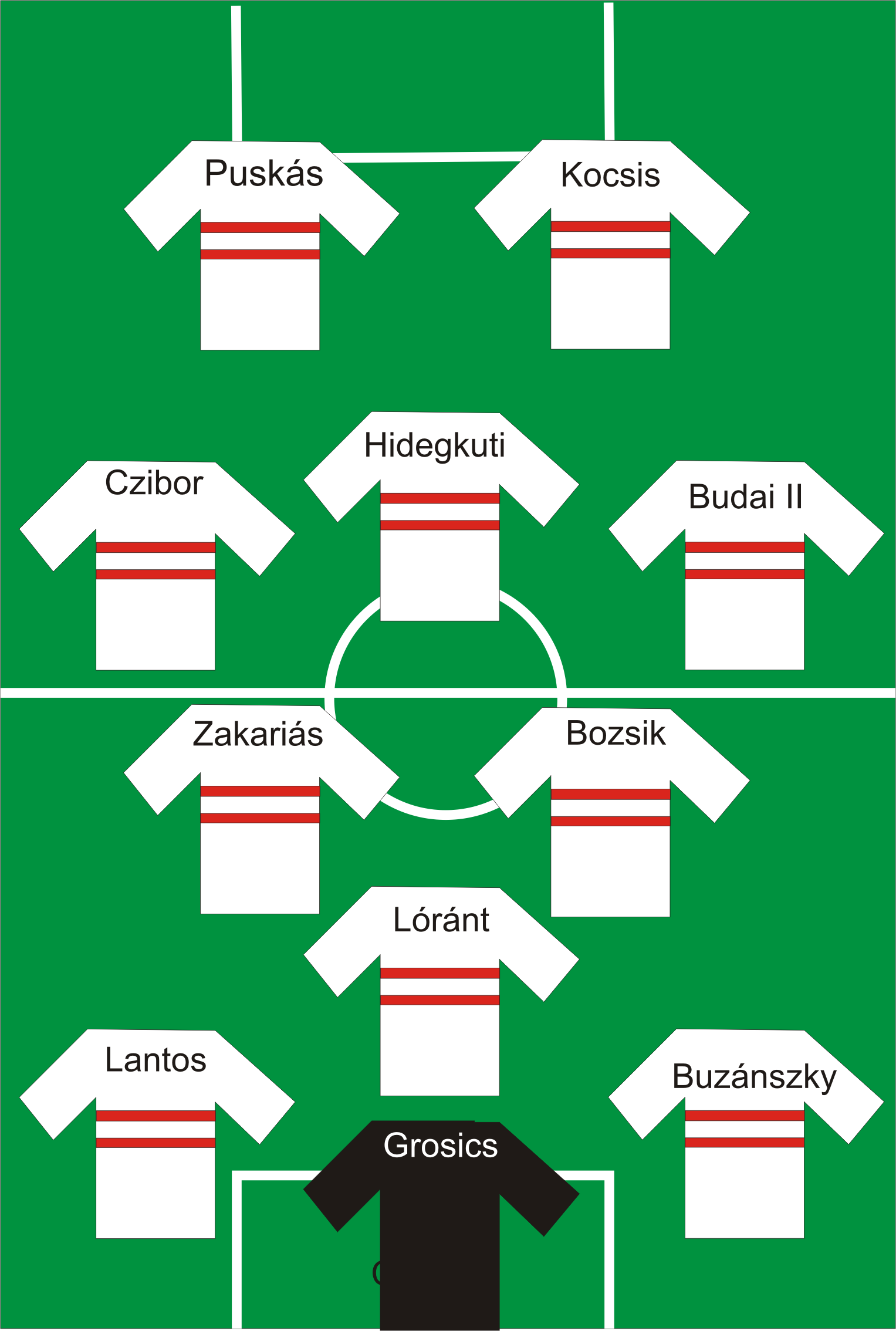
Alineación de Hungría en la final contra.

La semifinal contra Uruguay fue completamente diferente. Fue un choque limpio que solo se resolvió en la prórroga con un 4-2 a favor de Hungría. Los sudamericanos, sin embargo, lograron remontar un 2-0 en los últimos minutos y forzar la prolongación, con un gran partido del central José Santamaría, que acabaría recalando junto a Puskás en el Real Madrid Club de Fútbol.
La final, celebrada el 4 de julio en el Estadio Wankdorf de Berna. Hungría debía vencer a Alemania Federal, que tras el 8-3 de la primera fase había sorprendido al llegar tan lejos. A nadie se le hubiera ocurrido considerar aquello un partido equilibrado. Tras los durísimos cruces contra Brasil y Uruguay, el partido decisivo parecía para los húngaros un trámite ante un equipo claramente inferior. Incluso se forzó la reaparición de Puskás, que entró en el campo como capitán.
Después de 32 partidos consecutivos sin perder, Hungría comenzó con la intención de resolver la final lo antes posible. Dominaron y encerraron a Alemania en su área. En el minuto 6, Puskás marcó el primero, y en el 8 Czibor puso el 2-0. Todo iba según lo previsto, pero Alemania sacó su orgullo y sorprendió a los 60 000 espectadores que había en el estadio con dos goles de Morlock y Rahn en los minutos 10 y 19.
Durante el resto del partido, Hungría dominó y, en el segundo tiempo, falló varias ocasiones clamorosas. En el minuto 84, cuando Alemania parecía limitarse a esperar la prórroga, Rahn penetró en el área, disparó con la izquierda y batió a Grosics. Era el 3-2 y nadie podía creerlo. Por si todo aquello no resultaba suficientemente dramático, el árbitro anuló un gol de Puskás por fuera de juego a falta de dos minutos.
Hungría cayó y la República Federal de Alemania vio el partido como un símbolo de la recuperación del país tras la mutilación y la derrota de la Segunda Guerra Mundial. Como le sucedió a Brasil en 1950, el mejor equipo del mundial había perdido la final de forma incomprensible ante un rival inferior. Hungría se quedaba sin su broche de oro a una trayectoria impecable.

#### Nueva etapa
Durante los dos años siguientes, la selección húngara siguió jugando muy bien y ganando casi todos sus partidos. Cuando todo apuntada a que sería en el Mundial de 1958 de Suecia cuando les llegaría por fin su primer campeonato, la historia de nuevo truncaría la ilusión. En 1956 el pueblo húngaro salió a las calles a reclamar un cambio en el régimen que le gobernaba y, como respuesta, las tropas soviéticas entraron en Budapest. La represión terminó con las expectativas de libertad para el país, provocando el desmembramiento de la mejor selección de su historia.
En aquellos días de plena confusión, el Honved Budapest, equipo donde jugaban casi todas las estrellas del país, se encontraba en Bilbao para jugar un partido de Copa de Europa contra el Athletic Club. Muchos aprovecharon que se encontraban en el extranjero para no volver a casa. Se desperdigaron por equipos italianos y españoles. Puskás, el gran líder del equipo, fue sancionado por la FIFA y llegó a vivir durante una temporada prácticamente retirado. Otros, como Grosics y Bozsik, decidieron volver a Budapest.
El éxito de todos aquellos jugadores, sin embargo, continuó en las grandes ligas occidentales, lo que sin duda engrandeció aún más la leyenda del Equipo de oro. Con más de 30 años y un sobrepeso evidente, Puskás fichó por el Real Madrid Club de Fútbol donde formó parte de un equipo imparable junto a Alfredo Di Stéfano y agrandó aún más su leyenda. Kocsis y Czibor fueron a parar al Fútbol Club Barcelona y, junto a su compatriota Ladislao Kubala, ganaron varios títulos y se convirtieron en estrellas de la liga española.
Pasaron muchos años hasta que un equipo provocó una fascinación similar. En el Mundial de 1974, la selección neerlandesa recordó en muchas cosas a la Hungría de Puskás. Como ellos, un grupo de jugadores técnicos y rápidos, liderados por Johan Cruyff, desarbolaron a sus rivales con un juego ofensivo a base de pases cortos y rápidos, de desmarques e intercambios de posición, recogiendo el testigo del fútbol total, que terminarían por popularizar «los tulipanes». También maravillaron al mundo y también perdieron la final, curiosamente, contra Alemania Federal.
Volviendo al Mundial de 1958, se presentaba Hungría con un equipo en el que no se veía la ambición de antaño por las circunstancias acontecidas. El desmembramiento del equipo, unido a la fatídica final del anterior Mundial, resultaron en una nueva decepción. Tras superar a Noruega y Bulgaria en la fase de clasificación, quedó encuadrada en el Grupo C junto a Suecia, México y Gales. Comenzó el campeonato con un empate ante los británicos, partido seguido por una derrota ante los anfitriones nórdicos, que dejaría una contundente victoria ante el combinado americano en el último encuentro les dejaba empatados con los galeses. Fue necesario un partido de desempate en el que salieron vencedores los británicos por 2-1, eliminando así del torneo a los magiares, que sin poder contar con la mayoría de sus estrellas, vieron como se les escapaba de nuevo la oportunidad de coronar sus éxitos con la prestigiosa Copa del Mundo.
Con una nueva oportunidad en el Mundial de 1962 de Chile, Hungría fue ampliamente superior en la fase de clasificación, donde ganó tres de los cuartos enfrentamientos que disputó ante Alemania Democrática y los Países Bajos. En la fase de grupos del torneo fue emparejado junto con Inglaterra, Argentina y Bulgaria. En ella obtuvo dos victorias y un empate que les permitió avanzar a los cuartos de final del torneo donde se encontrarían con otra de las escuadras de la Europa del Este, Checoslovaquia, que finalmente les eliminó tras vencer por 1-0.,

#### Eurocopa de España 1964
En la fase preliminar de la segunda edición del torneo europeo, los magiares vencieron a Gales, clasificándose por primera vez en su historia para el máximo torneo continental europeo. En cuartos de final vencieron 5-4 a Alemania Democrática y en cuartos golearon a la selección francesa por 5-2. Sin embargo, España logró eliminar a la selección húngara venciéndola por 2-1 con un gol de Amancio en la prórroga.

#### Mundial de Inglaterra 1966
En Inglaterra alcanzó los cuartos de final, donde cayó ante Unión Soviética por un marcador de 2-1, luego de haber eliminado en la fase de grupos a campeón defensor Brasil.

#### Eurocopa de Bélgica 1972
Luego de su ausencia en Italia 1968 y el Mundial de México 1970, salió victorioso del Grupo 2 de la clasificación a Bélgica 1972, para luego vencer en cuartos a Rumania, lo que depositaba a Hungría en su segunda Eurocopa. Sin embargo, en el torneo los húngaros perdieron en todas sus presentaciones, finalizando cuartos y últimos.

### Comienzo del declive (1973-1986)
No logró clasificar a la Copa Mundial de 1974 y en sus tres presentaciones mundialistas posteriores -Argentina 1978, España 1982 y México 1986- solo ganó 2 de los 9 partidos que disputó y no logró superar la fase de grupos. Aun así, en 1982 goleó a El Salvador por 10-1, siendo ésta la máxima goleada en la historia de los Mundiales.

### Desaparición del plano internacional (1987-2014)

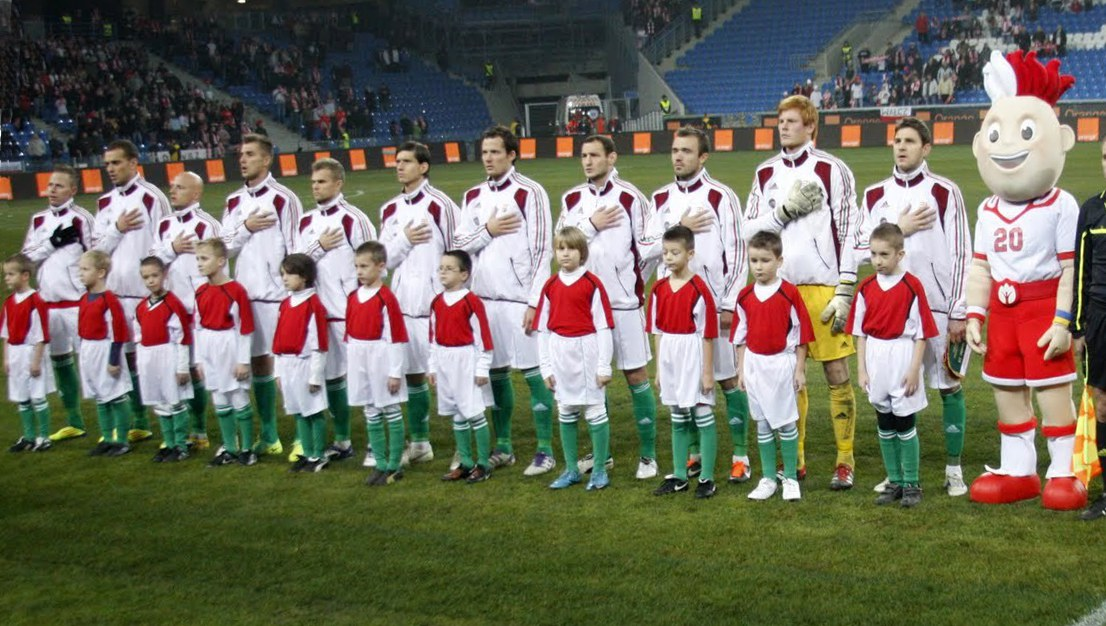
El equipo nacional antes de la disputa de un partido en 2011.

Hungría no ha logrado clasificarse a una Copa Mundial de Fútbol desde 1986 y esto se debe a que sus principales clubes que eran la base de su seleccionado nacional tuvieron grandes pérdidas económicas como consecuencia de la caída del sistema comunista en Hungría, ya que el gobierno central no invirtió en las categorías menores de los respectivos clubes por muchos años y esto generó que los seleccionados nacionales a partir de 1987 no fueran altamente competitivos comparado al de años anteriores. Su único gran logro desde 1987 hasta 2015 fue en 2005, cuando Hungría ganó al subcampeón mundial vigente, Alemania por 2-0. Tras eso, Hungría volvió a perder y solo logró en las clasificatorias mundialistas y europeas, llegar a 3.º lugar o a 4.º lugar, o incluso llegar a posicionarse penúltimo (como en el caso de la Clasificación para la Eurocopa 2008) donde perdió con una de las peores selecciones del mundo, Malta por 2-1 y con la selección de Moldavia por el marcador de 3-0.
En estos años, lo más cerca que estuvo de volver a un torneo internacional fue en la Clasificación para la Copa Mundial de Francia 1998, donde terminó segunda del Grupo C con 12 puntos, obteniendo el derecho de disputar la repesca. Sin embargo, no pudo hacer frente a la República Federal de Yugoslavia, perdiendo por un contundente 1-12 en el global (tras sendas goleadas en contra por 1-7 en Budapest y por 5-0 en Belgrado). Luego de esto, en la Clasificación para la Copa Mundial de Brasil 2014, Hungría quedó en el tercer lugar del grupo D con 17 puntos, abajo de los 19 de Rumania (repesca) y los 28 de los Países Bajos (clasificado directo) donde la selección húngara no estuvo al nivel, tras perder 1-4 con los Países Bajos de local y posteriormente por 8-1 de visita, además del empate 2-2 ante Rumania de local y la posterior derrota por 0-3 contra los rumanos.
En 2009 la Selección sub-20 consiguió el tercer lugar en la Copa Mundial de Fútbol Sub-20 de 2009 tras derrotar a Costa Rica en penales por 2 a 0 tras un empate 1-1 en los 90 minutos y posterior prórroga.

### Resurgimiento (2015 - Actualidad)
De la mano del técnico alemán Bernd Storck, Hungría después de 44 años de ausencia, se clasifica para la Eurocopa 2016 y también rompe una racha de 30 años de no asistir a un torneo internacional, tras quedar tercera en su grupo F de la clasificación por detrás de Irlanda del Norte y Rumania donde luego Hungría en la repesca venció a Noruega por el global de 3-1 (2-1 de local y 1-0 de visita).
En la Eurocopa los húngaros terminarían conformando el grupo F junto a Austria, Islandia y Portugal, Su primer duelo fue una victoria por 2-0 ante los austriacos, luego empataría 1-1 ante los escandinavos y terminaría empatando (3-3) nuevamente ante Portugal en lo que sería uno de los mejores partidos de ese campeonato. Al final, el seleccionado de Hungría quedaría como líder de su grupo con 5 puntos, clasificándose a los octavos de final.
En octavos de final serían derrotados por 4-0 ante una de las mejores selecciones del mundo: Bélgica, pero aun así dejaron buena impresión en el torneo, y esa experiencia les serviría de cara a futuras competiciones, entre ellas las eliminatorias al mundial de Rusia 2018.
En las eliminatorias al Mundial de Rusia 2018, Hungría solo obtuvo 13 puntos, y se ubicó en el tercer lugar del grupo B, detrás de Portugal y Suiza. Hungría sacaría puntazos ante Letonia y Andorra, aunque el 9 de junio de 2017, Hungría obtuvo su peor partido en toda su historia, siendo derrotada 1-0 por la selección de Andorra, una de las selecciones más débiles de la UEFA. Luego solamente obtuvo 2 triunfos ante equipos débiles: Letonia y las Islas Feroe, y derrotas ante Portugal (0-1), y ante Suiza (2-5)
En la Clasificación para la Eurocopa 2020, Hungría comenzó la clasificatoria el 21 de marzo de 2019 perdiendo ante Eslovaquia por 0-2 en Trnava, Sin embargo, el 24 de marzo le tocó enfrentarse a la vigente subcampeona del mundo, Croacia en Budapest, donde comenzó perdiendo por 0-1 con gol de Ante Rebić, pero lo terminó remontando con goles de Ádám Szalai y Máté Pátkai obteniendo su primera victoria en la clasificatoria. Después el 8 de junio derrotó por 3-1 a Azerbaiyán con doblete de Willi Orban y un gol de Dávid Holman, y posteriormente el 11 de junio ganó 1-0 a Gales con gol de Pátkai, obteniendo el primer puesto de la clasificación y teniendo altas expectativas para clasificar a la Eurocopa de 2020, cosa que sucedió al derrotar a Bulgaria por 3-1 y a Islandia por 2-1 en los playoffs, además de ascender a la liga A en la Liga de las Naciones de la UEFA 2020-21 tras quedar primera de su grupo.
En el torneo continental los húngaros fueron ubicados en el grupo F junto a Alemania (campeona del mundo en 2014), Francia (campeona del mundo en 2018) y Portugal (vigente campeona de la Eurocopa en 2016), siendo considerado el «grupo de la muerte» y dejando a los húngaros por opinión popular como el equipo más débil del grupo.
Sin embargo, Hungría en su debut como local ante Portugal, pese a tener un juego conservador, logró mantener un empate por 0-0 hasta los 7 minutos finales, donde en los minutos 87, 90 y 90+2 les anotaron goles en contra, lo que provocó el 0-3 final a favor de los portugueses.
Posteriormente contra Francia, volverían a ser locales y comenzaron ganando con gol de Attila Fiola en el minuto 45+2, sin embargo, en el segundo tiempo Antoine Griezmann empataría y el marcador no se movería más, dejando a Hungría con oportunidades de clasificar aún. En la última fecha de visitante contra Alemania pese a la inferioridad bajo la estadística e individualidades, lograron el 0-1 con gol de Ádám Szalai, sin embargo, tras un error del portero Péter Gulácsi, los alemanes lograron el empate por medio de Kai Havertz, y dos minutos después András Schäfer anotaba el segundo para la ventaja húngara momentáneamente, que los dejaba parcialmente como segundos clasificados en su grupo, lamentablemente para los magiares, en el minuto 84 Leon Goretzka aprovechaba un error defensivo y anotaba el empate y la clasificación de Alemania a octavos de final, dejando a los húngaros fuera pese a dar la sorpresa dando pelea a 3 de los mejores equipos del mundo.
Tras quedar sin posibilidades de clasificar a la Copa Mundial de Fútbol de 2022 luego de ubicarse en cuarto lugar del grupo I, fue emparejada en el grupo A3 de la Liga de Naciones de la UEFA 2022-23, junto con Inglaterra, Alemania e Italia, considerado como "grupo de la muerte". Comenzó su participación con una victoria por la mínima en Budapest ante Inglaterra, no obstante perdería su siguiente encuentro en condición de visitante por 2-1 ante Italia, en el tercer partido de local ante Alemania consiguió un empate de 1-1, pero en la siguiente fecha Hungría tuvo su mejor partido al derrotar por goleada en Wolverhampton a Inglaterra por 0-4, con goles de Rolland Salai por partida doble, Zsolt Nagy y Daniel Gázdag, siendo la primera vez desde 1953 que derrotan a Los 3 Leones como visitantes, luego tendrían otra victoria como visitante ante Alemania por la cuenta mínima, en la última fecha en condición de local ante Italia, Hungría tenía posibilidades de disputar por primera vez el Final Four con solo conseguir un empate ante La Azzurra, lamentablemente perdieron por 0-2 quedando segundos del grupo, pero a pesar de eso, los magiares nuevamente dejaron una buena impresión en una competición.

## Últimos partidos y próximos encuentros
Actualizado al último partido jugado el 16 de noviembre de 2024
| Fecha      | Ciudad     | Local         | Resultado | Visitante     | Competición                 |
| ---------- | ---------- | ------------- | --------- | ------------- | --------------------------- |
| 23-06-2024 | Stuttgart  | Escocia       | 0:1       | Hungría       | Eurocopa 2024               |
| 07-09-2024 | Düsseldorf | Alemania      | 5:0       | Hungría       | Liga de Naciones UEFA 24/25 |
| 10-09-2024 | Budapest   | Hungría       | 0:0       | Bosnia y Hrz. | Liga de Naciones UEFA 24/25 |
| 11-10-2024 | Budapest   | Hungría       | 1:1       | Países Bajos  | Liga de Naciones UEFA 24/25 |
| 14-10-2024 | Zenica     | Bosnia y Hrz. | 0:2       | Hungría       | Liga de Naciones UEFA 24/25 |
| 16-11-2024 | Ámsterdam  | Países Bajos  | 4:0       | Hungría       | Liga de Naciones UEFA 24/25 |
| 19-11-2024 | Budapest   | Hungría       | 1:1       | Alemania      | Liga de Naciones UEFA 24/25 |
| 20-03-2025 | Estambul   | Turquía       | 3:1       | Hungría       | Liga de Naciones UEFA 24/25 |
| 23-03-2025 | Budapest   | Hungría       | 0:3       | Turquía       | Liga de Naciones UEFA 24/25 |
| 06-06-2025 | Budapest   | Hungría       | -:-       | Suecia        | Partido amistoso            |
| 10-06-2025 | Bakú       | Azerbaiyán    | -:-       | Hungría       | Partido amistoso            |

## Uniforme y escudo

El «Kossuth», escudo más utilizado en la historia reciente del país, aparece actualmente en el escudo de armas bajo la Corona de San Esteban.

Desde sus inicios, el escudo de armas del Reino de Hungría conocido como el «Kossuth» (o "pequeño blasón de Hungría") ha sido el símbolo identificativo de la selección, con algunas pequeñas variaciones, hasta convertirse en el actual, con la corona de San Esteban. La única excepción vino en el período de 1949 a 1989, tras la instauración de la República Popular. Esté constó de un martillo y un maíz cruzados y coronados por la estrella roja (símbolos identificativos del comunismo), y rodeados por dos hojas de laurel doradas sobre los colores de la bandera. Su denominación era la de «Rákosi-címer»; y desde 1956 el martillo y el maíz fueron sustituidos por un blasón con la bandera del país, conocido como «Kádár-címer». Desde 1990 se recuperaría de nuevo un «Kossuth» más estilizado con la mencionada corona.
En cuanto al uniforme, la escuadra húngara vestiría siempre sus tradicionales colores de la bandera. Un uniforme de camiseta roja y pantalón blanco sería su identificativo. Las medias completarían los colores, con el verde. Nunca se abandonaron esos colores, que incluso ha llegado a llevarlos en sus uniformes alternativos. Estos, predominantes en color blanco, llevaron durante muchos años la bandera atravesando el pecho, y es una de las imágenes más recordadas de la selección en los grandes acontecimientos.
Desde que llegasen las marcas deportivas al mundo del fútbol, la marca alemana de Adidas ha sido la encargada de vestir al combinado húngaro, siendo históricamente una de las selecciones más fieles a ella y aún sigue vistiéndola en la actualidad.
| Primera equipación | (Ver evolución) | Equipación actual |

## Rivalidades
Mantiene una rivalidad con Austria y en menor medida con Eslovaquia. Otro tradicional rival es Rumania, con quien anima un derbi añejo y de enorme tradición, habiéndose registrado innumerables hechos de violencia en los enfrentamientos que han tenido hasta el presente.

## Jugadores

### Última convocatoria
Los siguientes jugadores fueron convocados para los partidos contra  Turquía correspondientes a la Liga de Naciones 2024-25 celebrados en marzo de 2025.
| N.º | Nombre             | Posición       | Edad    | PJ | Goles | Equipo                 |
| --- | ------------------ | -------------- | ------- | -- | ----- | ---------------------- |
| 1   | Dénes Dibusz       | Portero        | 34 años | 43 | 0     | Ferencváros            |
| 12  | Péter Gulácsi      | Portero        | 35 años | 58 | 0     | RB Leipzig             |
| 22  | Péter Szappanos    | Portero        | 34 años | 1  | 0     | Paks                   |
| 3   | Botond Balogh      | Defensa        | 23 años | 7  | 0     | Parma                  |
| 4   | Attila Szalai      | Defensa        | 27 años | 47 | 1     | Standard de Lieja      |
| 5   | Attila Fiola       | Defensa        | 35 años | 64 | 2     | Újpest                 |
| 6   | Willi Orbán        | Defensa        | 32 años | 56 | 6     | RB Leipzig             |
| 7   | Loïc Négo          | Defensa        | 34 años | 40 | 2     | Le Havre               |
| 15  | Márton Dárdai      | Defensa        | 23 años | 13 | 0     | Hertha BSC             |
| 20  | Attila Osváth      | Defensa        | 29 años | 1  | 0     | Paks                   |
| 21  | Endre Botka        | Defensa        | 30 años | 30 | 1     | Kecskemét              |
| 2   | Mihály Kata        | Centrocampista | 23 años | 5  | 0     | MTK Budapest           |
| 8   | Bálint Vécsei      | Centrocampista | 31 años | 13 | 2     | Paks                   |
| 10  | Dominik Szoboszlai | Centrocampista | 24 años | 53 | 15    | Liverpool              |
| 11  | Milos Kerkez       | Centrocampista | 21 años | 23 | 0     | Bournemouth            |
| 13  | András Schäfer     | Centrocampista | 26 años | 35 | 4     | Union Berlin           |
| 14  | Bendegúz Bolla     | Centrocampista | 25 años | 26 | 0     | Rapid Viena            |
| 17  | Tamás Nikitscher   | Centrocampista | 25 años | 8  | 0     | Valladolid             |
| 18  | Zsolt Nagy         | Centrocampista | 32 años | 29 | 3     | Puskás Akadémia        |
|     | Bence Dárdai       | Centrocampista | 19 años | 1  | 0     | Wolfsburgo             |
|     | Alex Tóth          | Centrocampista | 19 años | 1  | 0     | Ferencváros            |
| 9   | Levente Szabó      | Delantero      | 26 años | 2  | 0     | Eintracht Braunschweig |
| 16  | Dániel Gazdag      | Delantero      | 29 años | 29 | 4     | Philadelphia Union     |
| 19  | Barnabás Varga     | Delantero      | 30 años | 22 | 7     | Ferencváros            |
| 23  | Kevin Csoboth      | Delantero      | 24 años | 17 | 1     | St. Gallen             |
|     | Roland Sallai      | Delantero      | 28 años | 58 | 14    | Galatasaray            |
| DT  | Marco Rossi        | Entrenador     | 60 años |    |       |                        |

### Mayores participaciones

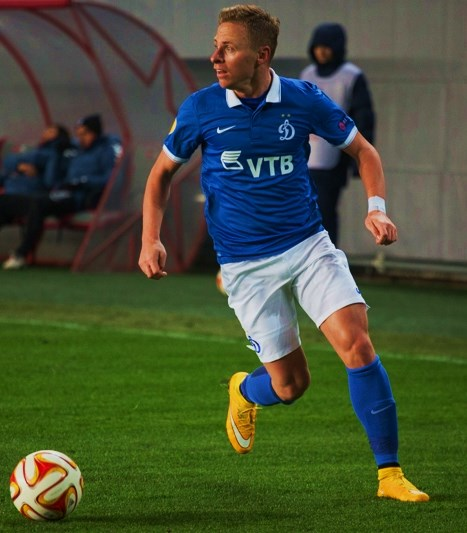
Balázs Dzsudzsák es el jugador con más partidos en la historia de Hungría.

- Actualizado al 29 de marzo de 2023.

| #  | Jugador          | Periodo   | Partidos | Goles | Campeonatos | Logros | Distinción                     |
| -- | ---------------- | --------- | -------- | ----- | ----------- | ------ | ------------------------------ |
| 1  | Balázs Dzsudzsák | 2007–2022 | 109      | 21    | -           | -      | Club de los 100 de la FIFA     |
| 2  | Gábor Király     | 1998–2016 | 108      | 0     | -           | -      | Club de los 100 de la FIFA     |
| 3  | József Bozsik    | 1947-1962 | 101      | 11    |             |        | -                              |
| 4  | Zoltán Gera      | 2002-2017 | 97       | 26    | -           | -      | -                              |
| 5  | Roland Juhász    | 2004-2016 | 95       | 6     | -           | -      | -                              |
| 6  | László Fazekas   | 1968-1983 | 92       | 24    | -           | -      | -                              |
| 7  | Ádám Szalai      | 2009-2022 | 86       | 26    | -           | -      | -                              |
| 7  | Gyula Grosics    | 1947-1962 | 86       | 0     |             |        | Mejor portero del Mundial 1954 |
| 9  | Ferenc Puskás    | 1945-1956 | 85       | 84    |             |        | Máximo goleador de Hungría     |
| 10 | Imre Garaba      | 1980-1991 | 82       | 3     | -           | -      | -                              |

### Máximos goleadores

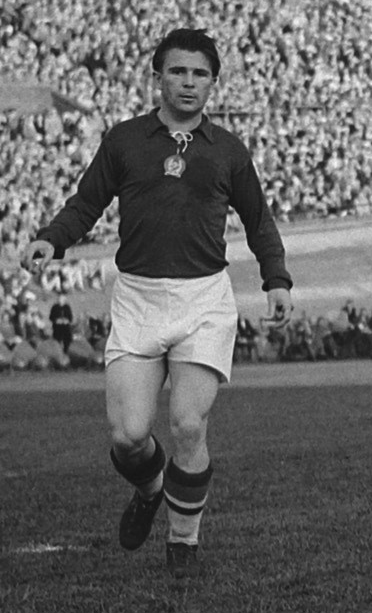
Ferenc Puskás es el máximo goleador en la historia de Hungría.

- Actualizado al 12 de octubre de 2021.

| #  | Jugador          | Periodo   | Goles | PJ. | Prom. | Campeonatos | Logros | Distinción                                                                        |
| -- | ---------------- | --------- | ----- | --- | ----- | ----------- | ------ | --------------------------------------------------------------------------------- |
| 1  | Ferenc Puskás    | 1945-1956 | 84    | 85  | 0.99  | 1947        |        | Máximo goleador de Hungría                                                        |
| 2  | Sándor Kocsis    | 1948-1956 | 75    | 68  | 1.10  | 1947        |        | Máximo goleador de la Copa del Mundo 1954 Botín de plata Juegos Olímpicos de 1952 |
| 3  | Imre Schlosser   | 1906-1927 | 59    | 68  | 0.87  | -           | -      | -                                                                                 |
| 4  | Lajos Tichy      | 1955-1964 | 55    | 72  | 0.61  | -           |        | -                                                                                 |
| 5  | György Sárosi    | 1931-1943 | 42    | 62  | 0.68  | -           |        | Botín de plata de la Copa del Mundo 1938                                          |
| 6  | Nándor Hidegkuti | 1945-1958 | 39    | 69  | 0.56  | 1947        |        | Botín de bronce de la Copa del Mundo 1954                                         |
| 7  | Ferenc Bene      | 1962-1979 | 36    | 76  | 0.47  |             |        | Botín de plata de la Copa del Mundo 1966 Máximo goleador Juegos Olímpicos de 1964 |
| 8  | Gyula Zsengellér | 1936-1947 | 32    | 39  | 0.82  | -           |        | Botín de plata de la Copa del Mundo 1938                                          |
| 8  | Tibor Nyilasi    | 1975-1985 | 32    | 70  | 0.46  | -           | -      | -                                                                                 |
| 9  | Florián Albert   | 1956-1967 | 31    | 75  | 0.41  | -           |        | Máximo goleador de la Copa del Mundo 1962                                         |
| 10 | Ferenc Deák      | 1946-1949 | 29    | 20  | 1.45  | 1947        | -      | Máximo goleador de la Copa de los Balcanes 1947                                   |

## Estadísticas

### Copa Mundial de Fútbol
Artículo principal: Hungría en la Copa Mundial de Fútbol
| Año   | Ronda            | Posición       | PJ             | PG             | PE             | PP             | GF             | GC             | Dif.           | Goleador                 |
| ----- | ---------------- | -------------- | -------------- | -------------- | -------------- | -------------- | -------------- | -------------- | -------------- | ------------------------ |
| 1930  | No la disputó    | No la disputó  | No la disputó  | No la disputó  | No la disputó  | No la disputó  | No la disputó  | No la disputó  | No la disputó  | No la disputó            |
| 1934  | Cuartos de final | 6.º            | 2              | 1              | 0              | 1              | 5              | 4              | +1             | Geza Toldi: 2            |
| 1938  | Subcampeón       | 2.º            | 4              | 3              | 0              | 1              | 15             | 5              | +10            | Zsengellér y Sárosi: 5   |
| 1950  | No participó     | No participó   | No participó   | No participó   | No participó   | No participó   | No participó   | No participó   | No participó   | No participó             |
| 1954  | Subcampeón       | 2.º            | 5              | 4              | 0              | 1              | 27             | 10             | +17            | Sándor Kocsis: 11        |
| 1958  | Primera fase     | 10.º           | 4              | 1              | 1              | 2              | 7              | 5              | +2             | Lajos Tichy:4            |
| 1962  | Cuartos de final | 5.º            | 4              | 2              | 1              | 1              | 8              | 3              | +5             | Flórián Albert: 4        |
| 1966  | Cuartos de final | 6.º            | 4              | 2              | 0              | 2              | 8              | 7              | +1             | Ferenc Bene: 4           |
| 1970  | No clasificó     | No clasificó   | No clasificó   | No clasificó   | No clasificó   | No clasificó   | No clasificó   | No clasificó   | No clasificó   | No clasificó             |
| 1974  | No clasificó     | No clasificó   | No clasificó   | No clasificó   | No clasificó   | No clasificó   | No clasificó   | No clasificó   | No clasificó   | No clasificó             |
| 1978  | Primera fase     | 15.º           | 3              | 0              | 0              | 3              | 3              | 8              | -5             | Csapó, Tóth y Zombori: 1 |
| 1982  | Primera fase     | 14.º           | 3              | 1              | 1              | 1              | 12             | 6              | +6             | László Kiss: 3           |
| 1986  | Primera fase     | 18.º           | 3              | 1              | 0              | 2              | 2              | 9              | -7             | Esterházy y Détári: 1    |
| 1990  | No clasificó     | No clasificó   | No clasificó   | No clasificó   | No clasificó   | No clasificó   | No clasificó   | No clasificó   | No clasificó   | No clasificó             |
| 1994  | No clasificó     | No clasificó   | No clasificó   | No clasificó   | No clasificó   | No clasificó   | No clasificó   | No clasificó   | No clasificó   | No clasificó             |
| 1998  | No clasificó     | No clasificó   | No clasificó   | No clasificó   | No clasificó   | No clasificó   | No clasificó   | No clasificó   | No clasificó   | No clasificó             |
| 2002  | No clasificó     | No clasificó   | No clasificó   | No clasificó   | No clasificó   | No clasificó   | No clasificó   | No clasificó   | No clasificó   | No clasificó             |
| 2006  | No clasificó     | No clasificó   | No clasificó   | No clasificó   | No clasificó   | No clasificó   | No clasificó   | No clasificó   | No clasificó   | No clasificó             |
| 2010  | No clasificó     | No clasificó   | No clasificó   | No clasificó   | No clasificó   | No clasificó   | No clasificó   | No clasificó   | No clasificó   | No clasificó             |
| 2014  | No clasificó     | No clasificó   | No clasificó   | No clasificó   | No clasificó   | No clasificó   | No clasificó   | No clasificó   | No clasificó   | No clasificó             |
| 2018  | No clasificó     | No clasificó   | No clasificó   | No clasificó   | No clasificó   | No clasificó   | No clasificó   | No clasificó   | No clasificó   | No clasificó             |
| 2022  | No clasificó     | No clasificó   | No clasificó   | No clasificó   | No clasificó   | No clasificó   | No clasificó   | No clasificó   | No clasificó   | No clasificó             |
| 2026  | Por disputarse   | Por disputarse | Por disputarse | Por disputarse | Por disputarse | Por disputarse | Por disputarse | Por disputarse | Por disputarse | Por disputarse           |
| Total | 9/22             | 15.º           | 32             | 15             | 3              | 14             | 87             | 57             | +30            | Sándor Kocsis: 11        |

### Eurocopa
| Año   | Ronda            | Posición     | PJ           | PG           | PE           | PP           | GF           | GC           | Dif.         | Goleador                           |
| ----- | ---------------- | ------------ | ------------ | ------------ | ------------ | ------------ | ------------ | ------------ | ------------ | ---------------------------------- |
| 1960  | No participó     | No participó | No participó | No participó | No participó | No participó | No participó | No participó | No participó | No participó                       |
| 1964  | Tercer lugar     | 3.º          | 2            | 1            | 0            | 1            | 4            | 2            | +2           | Novák y Bene: 2                    |
| 1968  | No clasificó     | No clasificó | No clasificó | No clasificó | No clasificó | No clasificó | No clasificó | No clasificó | No clasificó | No clasificó                       |
| 1972  | Cuarto lugar     | 4.º          | 2            | 0            | 0            | 2            | 1            | 3            | -2           | Lajos Kű: 1                        |
| 1976  | No clasificó     | No clasificó | No clasificó | No clasificó | No clasificó | No clasificó | No clasificó | No clasificó | No clasificó | No clasificó                       |
| 1980  | No clasificó     | No clasificó | No clasificó | No clasificó | No clasificó | No clasificó | No clasificó | No clasificó | No clasificó | No clasificó                       |
| 1984  | No clasificó     | No clasificó | No clasificó | No clasificó | No clasificó | No clasificó | No clasificó | No clasificó | No clasificó | No clasificó                       |
| 1988  | No clasificó     | No clasificó | No clasificó | No clasificó | No clasificó | No clasificó | No clasificó | No clasificó | No clasificó | No clasificó                       |
| 1992  | No clasificó     | No clasificó | No clasificó | No clasificó | No clasificó | No clasificó | No clasificó | No clasificó | No clasificó | No clasificó                       |
| 1996  | No clasificó     | No clasificó | No clasificó | No clasificó | No clasificó | No clasificó | No clasificó | No clasificó | No clasificó | No clasificó                       |
| 2000  | No clasificó     | No clasificó | No clasificó | No clasificó | No clasificó | No clasificó | No clasificó | No clasificó | No clasificó | No clasificó                       |
| 2004  | No clasificó     | No clasificó | No clasificó | No clasificó | No clasificó | No clasificó | No clasificó | No clasificó | No clasificó | No clasificó                       |
| 2008  | No clasificó     | No clasificó | No clasificó | No clasificó | No clasificó | No clasificó | No clasificó | No clasificó | No clasificó | No clasificó                       |
| 2012  | No clasificó     | No clasificó | No clasificó | No clasificó | No clasificó | No clasificó | No clasificó | No clasificó | No clasificó | No clasificó                       |
| 2016  | Octavos de final | 13.º         | 4            | 1            | 2            | 1            | 6            | 8            | -2           | Balázs Dzsudzsák: 2                |
| 2020  | Primera ronda    | 20.º         | 3            | 0            | 2            | 1            | 3            | 6            | -3           | Fiola, Szalai y Schäfer: 1         |
| 2024  | Primera ronda    | 18.º         | 3            | 1            | 0            | 2            | 2            | 5            | -3           | Varga y Csoboth: 1                 |
| 2028  | Por definir      | Por definir  | Por definir  | Por definir  | Por definir  | Por definir  | Por definir  | Por definir  | Por definir  | Por definir                        |
| Total | 5/17             | 20.º         | 14           | 3            | 4            | 7            | 16           | 24           | -8           | Novák, Bene, Szalai y Dzsudzsák: 2 |

### Juegos Olímpicos
| Año | Ronda                         | Posición                      | PJ                            | PG                            | PE                            | PP                            | GF                            | GC                            | Dif.                          | Goleador                        |
| --- | ----------------------------- | ----------------------------- | ----------------------------- | ----------------------------- | ----------------------------- | ----------------------------- | ----------------------------- | ----------------------------- | ----------------------------- | ------------------------------- |
| 1908 | No participó                  | No participó                  | No participó                  | No participó                  | No participó                  | No participó                  | No participó                  | No participó                  | No participó                  | No participó                    |
| 1912 | Cuartos de final              | 5.º                           | 3                             | 2                             | 0                             | 1                             | 6                             | 8                             | -2                            | Imre Schlosser: 4               |
| 1920 | No participó                  | No participó                  | No participó                  | No participó                  | No participó                  | No participó                  | No participó                  | No participó                  | No participó                  | No participó                    |
| 1924 | Octavos de final              | 10.º                          | 2                             | 1                             | 0                             | 1                             | 5                             | 3                             | +2                            | Ferenc Hirzer y Zoltán Opata: 1 |
| 1928 | No participó                  | No participó                  | No participó                  | No participó                  | No participó                  | No participó                  | No participó                  | No participó                  | No participó                  | No participó                    |
| 1932 | No hubo competición de fútbol | No hubo competición de fútbol | No hubo competición de fútbol | No hubo competición de fútbol | No hubo competición de fútbol | No hubo competición de fútbol | No hubo competición de fútbol | No hubo competición de fútbol | No hubo competición de fútbol | No hubo competición de fútbol   |
| 1936 | Primera fase                  | 14.º                          | 1                             | 0                             | 0                             | 1                             | 0                             | 3                             | -3                            | -                               |
| 1948 | No participó                  | No participó                  | No participó                  | No participó                  | No participó                  | No participó                  | No participó                  | No participó                  | No participó                  | No participó                    |
| Desde 1952 los Juegos Olímpicos los disputan selecciones amateurs, y a partir de 1992 selecciones sub-23 |                               |                               |                               |                               |                               |                               |                               |                               |                               |                                 |
| Total | 3/7                           | -                             | 6                             | 3                             | 0                             | 3                             | 11                            | 14                            | -3                            | Imre Schlosser: 4               |

### Liga de Naciones de la UEFA
| Liga de Naciones de la UEFA | Liga de Naciones de la UEFA | Liga de Naciones de la UEFA | Liga de Naciones de la UEFA | Liga de Naciones de la UEFA | Liga de Naciones de la UEFA | Liga de Naciones de la UEFA | Liga de Naciones de la UEFA | Liga de Naciones de la UEFA | Liga de Naciones de la UEFA | Liga de Naciones de la UEFA | Liga de Naciones de la UEFA |
| Año                         | L                           | G                           | Ronda                       | Posición                    | J                           | G                           | E                           | P                           | GF                          | GC                          | DG                          |
| --------------------------- | --------------------------- | --------------------------- | --------------------------- | --------------------------- | --------------------------- | --------------------------- | --------------------------- | --------------------------- | --------------------------- | --------------------------- | --------------------------- |
| 2018-19                     | C                           | 2                           | Segundo lugar               | 31.º                        | 6                           | 3                           | 1                           | 2                           | 9                           | 6                           | +3                          |
| 2020-21                     | B                           | 3                           | Primer lugar                | 20.º                        | 6                           | 3                           | 2                           | 1                           | 7                           | 4                           | +3                          |
| 2022-23                     | A                           | 3                           | Segundo lugar               | 8.º                         | 6                           | 3                           | 1                           | 2                           | 8                           | 5                           | +3                          |
| Total                       | Total                       | Total                       | 3/3                         | 13.º                        | 18                          | 9                           | 4                           | 5                           | 24                          | 15                          | +9                          |

### Finales disputadas
La presente lista incluye solo partidos finales jugados por torneos mundiales, intercontinentales, y continentales oficiales a nivel de Selecciones absolutas.
| Año  | Torneo  | Resultado                      |
| ---- | ------- | ------------------------------ |
| 1938 | Mundial | Italia 4 - 2 Hungría           |
| 1954 | Mundial | Hungría 2 - 3 Alemania Federal |

- Hungría jugó 2 finales: perdió las 2; (0-2)

## Entrenadores
Desde su primer partido ante Austria en 1902 la selección húngara de fútbol tuvo en total a 70 directivas técnicas distintas. Solo seis entrenadores no húngaros pudieron llegar a dirigir a los magiares, estos fueron el rumano Emeric Jenei, el alemán Lothar Matthäus, el neerlandés Erwin Koeman, el también alemán Bernd Storck, el belga Georges Leekens y desde 2018 hasta la actualidad el italiano Marco Rossi.
El seleccionador más reconocido es Gusztáv Sebes, quien estuvo al frente del llamado equipo de oro.
| - Ferenc Gillemot (1902–1904) - Ferenc Stobbe (1904–1906) - Alfréd Hajós (1906) - Ferenc Stobbe (1907–1908) - Frigyes Minder (1908–1911) - Ede Herczog (1911–1914) - Frigyes Minder (1914–1917) - Ákos Fehéry (1918-1919) - Frigyes Minder (1919) - József Harsády (1920) - Lajos Tibor (1920) - Gyula Kiss (1921–1924) - Ödön Holits (1924) - Lajos Máriássy (1924–1926) - Gyula Kiss (1926–1928) - János Földessy (1928–1929) - Mihály Pataki (1930) - Frigyes Minder (1930) - Lajos Máriássy (1930–1932) - Ödön Nádas (1932–1934) - Károly Dietz (1934–1939) - Dénes Ginzery (1939–1941) - József Fábián (1941) - Dénes Ginzery (1941) - József Fábián (1942) - Kálmán Vághy (1942-1943) | - Tibor Gallowich (1945–1948) - Gusztáv Sebes (1949–1956) - Márton Bukovi (1956–1957) - Lajos Baróti Károly Lakat Károly Sós (1957) - Lajos Baróti (1957–1966) - Rudolf Illovszky (1966–1967) - Károly Sós (1968–1969) - József Hoffer (1970–1971) - Rudolf Illovszky (1971–1974) - József Bozsik (1974) - Ede Moór (1974–1975) - János Szőcs (1975) - Lajos Baróti (1975–1978) - Ferenc Kovács (1978–1979) - Károly Lakat (1979–1980) - Kálmán Mészöly (1980–1983) - György Mezey (1983–1986) - Imre Komora (1986) - József Verebes (1987) - József Garami (1987) - László Bálint (1988) - György Mezey (1988) - Bertalan Bicskei (1989) - Kálmán Mészöly (1990–1991) | - Róbert Glázer (1991) - Emeric Jenei (1992–1993) - Ferenc Puskás (1993) - József Verebes (1993–1994) - Kálmán Mészöly (1994–1995) - János Csank (1996–1997) - Bertalan Bicskei (1998–2001) - Imre Gellei (2001–2003) - Lothar Matthäus (2004–2005) - Péter Bozsik (2006) - Péter Várhidi (2006–2008) - Erwin Koeman (2008–2010) - Sándor Egervári (2010–2013) - Attila Pintér (2013–2014) - Pál Dárdai (2014–2015) - Bernd Storck (2015–2017) - Georges Leekens (2017-2018) - Marco Rossi (2018 - presente) |

## Categorías inferiores

### Selección sub-23
La selección sub-23 es, desde los Juegos Olímpicos de Barcelona 1992, la encargada de defender a Hungría en la competición de fútbol. Los jugadores participantes en los mismos deben tener menos de 23 años de edad a excepción de tres por escuadra que pueden ser mayores.
El torneo olímpico es considerado así como una Copa Mundial sub-23. En este certamen Hungría solo ha conseguido clasificarse para la disputa de un torneo en las seis ediciones disputadas hasta la fecha. En dicha edición, los Juegos Olímpicos de 1996 de Atlanta finalizó en el último puesto de una competición que su país domina históricamente.
Previo al nuevo surgir de dicha selección, ya existió en los primeros años de la década de los 70, donde disputaba el Campeonato Europeo Sub-23 del que salió vencedor y subcampeón en 2 de las 3 ediciones disputadas antes del cambio a la sub-21.

### Selección sub-21
Como muchos de los combinados sub-21, surge en 1976 cuando la UEFA reestructura las categorías inferiores, y renombra las competiciones sub-23 por categoría sub-21. Desde ese momento disputa la Eurocopa Sub-21, donde su mejor actuación de las cuatro veces que ha disputado el certamen, ha sido un tercer puesto tras caer en semifinales ante España, que finalmente saldría vencedora de la edición de 1986.
Como ocurre con el resto de categorías inferiores, y a diferencia de las selecciones absolutas, al participar en eventos con una duración bienal, el equipo técnico y los jugadores coinciden con la selección precedente, cambiando únicamente su denominación. Es por eso que selecciones como la sub-18 o sub-16, queden habitualmente a la sombra de sus mayores sub-19 o sub-17, al no haber grandes torneos oficiales FIFA o UEFA representados por dichas selecciones.

### Selección sub-20
La categoría sub-20 es la categoría juvenil encargada de defender a Hungría en el Campeonato Mundial sub-20 desde su creación en los años 70. En él la categoría ha cosechado un tercer puesto como actuación más destacada en la edición de 2009 tras resolver en los penaltis el 1-1 final frente a la selección costarricense.
En total ha participado en cinco ediciones del torneo, situándose como la 29.ª mejor selección de la competición.
El combinado disputa también el Campeonato Regional denominado "Regionális Bajnokság".

### Selección sub-19
La categoría sub-19 sustituyó oficialmente a la categoría sub-18 para una cooncordancia con las categorías UEFA. Es, desde su creación en el año 1953 como sub-18, y sub-19 desde 2002, una de las categorías inferiores más importantes de Hungría debido a sus logros e historia.
Los juveniles han conquistado el Campeonato Europeo de la UEFA Sub-19 en 3 ocasiones, en las ediciones de 1953, 1960 y 1984, convirtiéndose en la quinta selección juvenil más laureada de la competición, igualada con la selección portuguesa, la selección italiana, la selección búlgara y la selección oriental alemana, pero en el último lugar de estas 5 por el menor número de subcampeonatos (solo uno en la edición de 1976).,

### Selección sub-17
Al igual que la categoría sub-19, para equiparar las categorías UEFA, proviene de la categoría sub-16 que se dividió en esta y la benjamina selección sub-15. Por tal motivo en su historial como selección se incluyen torneos considerados equivalentes pero realizados bajo la denominación sub-16 desde 1982 hasta 2001.
La categoría sub-17 es la encargada de defender a Hungría en el Campeonato Mundial sub-17 de la UEFA, competición que se le resiste y que solo ha podido disputar en una edición, la primera, en 1985; y en la Eurocopa sub-17, competición en la que su mejor participación es alcanzar los cuartos de final en cinco ocasiones, situándose como la 17.ª mejor selección.

### Selección sub-15
La selección sub-15 de Hungría es la categoría benjamina de la selección húngara.

## Otras modalidades

### Selección femenina

Fútbol femenino

La categoría femenina se oficializa a principios de los años 80, y disputa su primer partido frente a la selección alemana, una de las grandes potencias, ante la que salió vencedora por 1:0 el 9 de abril de 1985.
La selección húngara femenina lucha por entrar en la difícil primera fila de combinados femeninos, dominado por el fútbol nórdico y las selecciones de Japón, Brasil y Alemania.
Hasta la actualidad no ha conseguido clasificarse para la fase final de ningún gran torneo, pero resalta una aparición en los cuartos de final del Campeonato Europeo en la edición de Dinamarca 1991, la fase previa a la fase final, donde cayó con la selección noruega.
Su mayor victoria fue frente a la selección bosnioherzegovina a la que derrotó por un contundente 13-0 el 4 de septiembre de 1999 en Bük, en el condado de Vas.
Al igual que su homónima masculina, el combinado femenino cuenta también con categorías inferiores, divididas en su categoría sub-19 y sub-17.

## Palmarés resumido

### Selección absoluta
| Copa Mundial de Fútbol | –         | 2 (1938 y 1954)    | –                  |                    |                    |
| Eurocopa               | –         | –                  | 1 (1964)           |                    |                    |
| Total                  | 0 títulos | Selección absoluta | Selección absoluta | Selección absoluta | Selección absoluta |

### Selección olímpica
- 3 medallas de oro: 1952, 1964 y 1968.
- 1 medalla de plata: 1972.
- 1 medalla de bronce: 1960.
- 1 torneo de consolación: 1912.

#### Torneos amistosos (8)
- Copa Internacional de Europa Central (1): 1948-53.
- Copa Kirin (1): 1993.
- Copa de los Balcanes (1): 1947.
- Copa LG (1): 1998.
- Trofeo Naranja (1): 1981.
- Trofeo Wagner (3): 1911, 1912 y 1913.

### Selección sub-23
- Campeonato Europeo Sub-23 (1): 1972-74.

### Selección sub-19
- Campeonatos de Europa Sub-19 (3): 1953, 1960 y 1984.

### Amistosos Juveniles
- Torneo Esperanzas de Toulon: 1978.
- Triangular de Oro (sub-23): 1980.[42]
- Torneo Juvenil de Países Socialistas (2): 1980 y 1986.[43]
- Torneo Juvenil de Israel (sub-17) (2): 1987/88, 1994/95 y 1998/99.[44]
- Trofej Jugoslavija (sub-18) (3): 1978, 1980 y 1986.[45]
- Tournoi de Saint-Sylvestre (sub-16) (1): 1982.[46]
- Tournament Rackeve (sub-16) (1): 1990, 1991, 1995, 1996, 2000, 2004, 2006 y 2008.[47]
- Syrenka Cup (sub-17) (8): 1990, 1991, 1995, 1996, 2000, 2004, 2006 y 2008.[48]
- Slovakia Cup (sub-17): 1995.[49]
- Toto Cup (Austria) (Sub-17): 2005.[50]
- Memorial Stevan Cele Vilotic (Sub-19): 2005.[51]
- Mirop Cup (Sub-20): 2002 y 2007.[52]